# Acanthoneuropsis achiodes
Acanthoneuropsis achiodes är en tvåvingeart som beskrevs av Günther Enderlein 1911. Acanthoneuropsis achiodes ingår i släktet Acanthoneuropsis och familjen bredmunsflugor. Inga underarter finns listade i Catalogue of Life.